# Cetatea Feldioara (Cluj)
Cetatea de la Feldioara, comuna Cătina, județul Cluj, este înscrisă pe lista monumentelor istorice din județul Cluj elaborată de Ministerul Culturii și Patrimoniului Național din România în anul 2010.

## Istoric
Situl arheologic este alcătuit din numeroase urme vizibile ale unei cetăți de pământ și lemn, despre care se crede că a fost construită înaintea venirii maghiarilor în Transilvania. Toponimia „Feldioara” provine din maghiară, Földvár însemnând „cetate de pământ” (föld + vár). O toponimie identică există la Feldioara, Brașov, locul în care s-au așezat cavalerii teutoni.